# Sørvágs kommuna
Sørvágs kommuna er en kommune på Færøerne. Den omfatter bygderne Sørvágur, Bøur og Gásadalur på den vestlige del af Vágar, samt øen Mykines. Kommunen blev oprettet i 1911. Gennem indlemmelsen af Bíggjar kommuna og Mykinesar kommuna i 2005, er Sørvágs kommuna blevet Færøernes femtestørste kommune målt i areal, med 84 km². Eyð Ellingsgaard er borgmester. Vágar Lufthavn ligger i kommunen, lige ved grænsen til Vága kommuna.
1. december 2020 havde Sørvágs kommuna 1 221 indbyggere.

## Politik
Seneste kommunalvalg fandt sted 10. november 2020, og borgmester blev valgt Eyð Ellingsgaard.
| Liste | Parti   | Stemmer | Procent | Mandater | Mandater |
| ----- | ------- | ------- | ------- | -------- | -------- |
| A     | Listi A | 368     | 47,6    | 3        |          |
| B     | Listi B | 405     | 52,4    | 4        |          |
|       | I alt   | 772     | 100     | 7        |          |

| Liste A | Liste A               | Liste A | Liste B | Liste B               | Liste B |
| Listi A | Listi A               | Listi A | Listi B | Listi B               | Listi B |
| Nr      | Kandidat              | Stemmer | Nr      | Kandidat              | Stemmer |
| ------- | --------------------- | ------- | ------- | --------------------- | ------- |
| 1.      | Hugin Skaalum         | 66      | 1.      | Eyð Ellingsaard       | 126     |
| 2.      | Jón Joensen           | 48      | 2.      | Jóhan Mikkelsen       | 69      |
| 3.      | Jóhan á Ørg           | 44      | 3.      | Elsebeth Davidsen     | 58      |
| 4.      | Thordis Skaalum       | 43      | 4.      | Sune Jacobsen         | 46      |
| 5.      | Ragnar í Haraldstovu  | 41      | 5.      | Elias Davidsen        | 41      |
| 6.      | Petra Mølgaard        | 39      | 6.      | Anna Sophie Nordendal | 21      |
| 7.      | Rúni Nolsøe           | 33      | 7.      | Marna Jacobsen        | 16      |
| 8.      | Randi Meinhardsdóttir | 18      | 8.      | Jákup á Stongum       | 13      |
| 9.      | Amy Jacobsen          | 17      |         |                       |         |
| 10.     | Hallur av Kák Joensen | 8       |         |                       |         |
|         | Liste                 | 5       |         | Liste                 | 1       |